# 최윤정 (기상 캐스터)
최윤정(1981년 10월 23일 ~ )은 대한민국의 기상 캐스터, 기업인, 유튜버이다.

## 생애
1981년 10월 23일 대전광역시에서 출생한 그는 충남대학교 언론정보학과를 졸업했으며, 2005년 SBS 공채 기상 캐스터로 입사했다. 2009년 7월 충남대학교 명예 홍보대사로 위촉되었다. 2011년 1월 교육 사업가 박정우와 결혼하였다.

## 학력
- 2000년 ~ 2001년 공주대학교 불어불문학과 중퇴[5]
- 2002년 ~ 2005년 충남대학교 언론정보학과 학사

## 경력
- 2005년 ~ 2016년 SBS 기상 캐스터
- 2009년 충남대학교 명예 홍보대사
- 2013년 한국폴리텍IV대학 홍보대사
- 2016년 ~ 스피치 아카데미 라엘 대표

## 출연

### 방송

#### 뉴스
| 연도 | 방송사     | 제목              | 역할        | 비고      |
| ---- | ---------- | ----------------- | ----------- | --------- |
| 2005 | SBS        | SBS 나이트라인    | 기상 캐스터 | 2005~2007 |
| 2005 | SBS        | 모닝와이드 (주말) | 기상 캐스터 | 2005~2007 |
| 2006 | SBS        | SBS 8 뉴스 (주말) | 기상 캐스터 | 2006~2008 |
| 2008 | SBS        | SBS 나이트라인    | 기상 캐스터 | 2008      |
| 2008 | SBS        | 선데이 뉴스플러스 | 기상 캐스터 | 2008~2010 |
| 2010 | SBS        | SBS 8 뉴스 (주말) | 기상 캐스터 | 2010~2014 |
| 2010 | SBS        | 모닝와이드 (평일) | 기상 캐스터 | 2010~2012 |
| 2005 | SBS 러브FM | SBS 저녁종합뉴스  | 기상 캐스터 | 2005~2009 |
| 2005 | SBS 러브FM | SBS 정오종합뉴스  | 기상 캐스터 | 2005~2011 |
| 2005 | SBS 러브FM | SBS 뉴스라인      | 기상 캐스터 | 2005~2011 |

#### 예능
| 연도 | 방송사 | 제목          | 역할   | 비고       |
| ---- | ------ | ------------- | ------ | ---------- |
| 2007 | SBS    | 도전 1000곡   | 게스트 | 2007.12.16 |
| 2009 | SBS    | 도전 1000곡 2 | 게스트 | 2009.01.18 |

## 도서
- 2008년 《내일은 맑음》 (마음의 숲), ISBN 978-89-92783-09-5